# Niskowzgórze

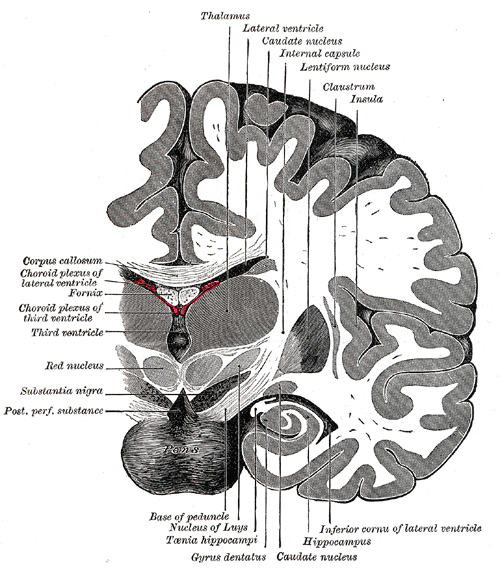
Przekrój czołowy przez mózgowie do przodu od mostu. Na dole zaznaczono jądro niskowzgórzowe

Niskowzgórze (łac. subthalamus) – w anatomii człowieka parzysta struktura mózgowia znajdująca się w międzymózgowiu, brzusznie i bocznie od wzgórza. Niskowzgórze sąsiaduje z gałką bladą, oddzielone od niej włóknami torebki wewnętrznej przechodzącymi w odnogę mózgu i połączone z nią pęczkiem niskowzgórzowym. W niskowzgórzu znajdują się:
- jądro niskowzgórzowe
- warstwa niepewna
- pęczek wzgórzowy = pole H1 Forela
- pęczek soczewkowy = pole H2 Forela.

Jądro niskowzgórzowe odpowiada za różnicowanie jakości impulsów, ich umiejscowienie, balansowanie kończyn. Uszkodzenie tej struktury objawia się jako hemibalizm.